# 金鍾民
金鍾民（：／ Kim Jong-min，1964年5月12日—），大韓民國自由派政治人物，第20到22屆國會議員。